# Керама (аеропорт)
Аеропорт Керама (яп. 慶良間空港, Kerama Kūkō) — аеропорт, що обслуговує архіпелаг Керама у повіті Шімаджірі, префектура Окінава, Японія. Розташований на острові Фукаджі, який входить у склад громади Дзамамі. Аеропорт сполучений автомобільним шляхом з островами Ґерума та Ака.
До 1994 року аеропорт не здійснював комерційних рейсів. З 1994 року аеропорт розпочав комерційну експлуатацію злітно-посадкової смуги на 800 метрів.